# Jurij Japelj
Jurij Japelj (a korabeli írás szerint Juri Japel) (Stein in Oberkrain, 1744. április 11. – Klagenfurt, 1807. október 11.) szlovén költő, író, nyelvész, fordító, jezsuita, az első szlovén katolikus Biblia fordítója. Japelj Szentírása volt a negyedik teljes szlovén biblia-fordítás.

## Élete
A mai Kamnikban született Primus Apel(sic!) fiaként, aki egy Bevke nevű krajnai faluból származott és pékként dolgozott. Anyja Jera keresztnévvel ismert. A Japelj/Apel családnév német eredetű, valószínűleg az ó-felnémet Adalbrecht keresztnévre megy vissza, amely az ausztro-bajor nyelvterületen Appel alakra változott. A másik kevésbé elfogadott nézet szerint az Apel a Jákob keresztnév egy változata.
Szülővárosában járta elemi iskoláit, ahol tanára az akkori kor egyik jelentős szlovén irodalmára Miha Frančišek Paglovec tanította. Paglovec szintén fordított a Bibliából, olvasmányokat és evangéliumokat tartalmazó misekönyvet adott ki 1741-ben. 1733-ban lefordította Tóbiás könyvét, amelyben hagyatkozott Jurij Dalmatin evangélikus szlovén Bibliájára (ezeket a műveket később Japelj felhasználta).
Jurij további éveit a laibachi (ljubljanai) jezsuitáknál töltötte, majd folytatta tanulmányait Goriziában és Grazban. Triesztben szentelték pappá 1769-ben. 1771-ben káplánkodott Triesztben, majd 1773-tól több mint tizenhárom évig az egyébként a szlovénokat támogató német Johann Karl von Herberstein püspök titkára volt Laibachban. 1787-től kurátor Laibach egyik kerületében felállított új plébánián, 1789-ben a goriziai-trieszti Silvanide Driado Akadémia tagjai közé választja és Žiga Zois egyik aktív partnere, aki a közép-szlovén (krajnai) nyelv sztenderdizálásának fő irányítója volt. 1795 és 1799 között esperes-plébános Naklas (ma Naklo) községben, majd a klagenfurti szeminárium vezetője. Részt vett az Academia Operosorum Labacensium (Laibachi munkálkodók Akadémiája) nevű szervezet felállításában és annak titkára lett. Herberstein püspök kanonokká és tanácsossá tette meg, 1806-tól tanfelügyelő és iskolai referens. Nem sokkal halála előtt trieszti püspökké nevezték ki, de még mielőtt bármi érdemleges tett volna Klagenfurtban elhunyt.

## Munkássága
Japelj egy újfajta nyelvi rendszer létrejöttében kulcsszereplő, amelynek révén folytatódott a szlovén irodalmi nyelv kialakulása, s ez a nyelvi norma sajnos a 19. század közepére igen egyoldalúvá vált (kizárta a magyarországi szlovén nyelvet és más fontos területi nyelvváltozatokat).
Az 1770-es évek elején Herberstein püspök megszervezte a Biblia fordítását célzó munkát, mivel Küzmics István Magyarországon épp ekkor jelenteti meg az Újszövetség ottani fordítását az evangélikus tanok szerint és a katolikus szlovéneknek továbbra sincs teljes Biblia-fordításuk. Marko Pohlin már elkezdte az Újszövetség lefordítását, de a püspök elvette tőle ezt a feladatot és inkább Japeljra ruházta. Japelj első fontos műve két évnyi munka után jelent meg 1779-ben a jozefinista nagy katekizmus, amit ötször adtak ki. 1784-ben megjelent templomi énektára és Blaž Kumerdej tanítóval nekiláttak a Biblia lefordításába. Az Újszövetség két kötetben jelent meg 1784 és 1786-ban. Utóbb Kumerdej kilépett a programból, mert nézeteltérése támadt Japeljal, viszont a segítségére más papok is bekapcsolódtak. Tanárához hasonlóan Japelj is adott ki egy evangéliumos könyvet 1787-ben. Bár az Ószövetség fordításánál kevés dolga akadt (mindössze Mózes öt könyvét jegyzi, Kumerdejjel közösen), ám a végleges nyelvi korrektúrát maga végezte el.
Japelj felhasználta az eddig fordításokat, így Dalmatin és Primož Trubar protestáns munkáit is. Ám a munka nem volt zökkenőmentes, mert Japelj önkényesen javította társai munkáit és mindig sajátosan képzelte a nyelvi megoldásokat, neologizmusokat, illetve a szavak használatát. Eleinte szabad kezet kapott a püspök révén, de Herberstein halála után már egyre jobban szót emeltek Japelj önkényességei ellen, amik Kumerdej kilépését eredményezték. Japeljnek komoly teológiai hiányosságai akadtak és társainak nem tetszett túlzott konzervativizmusa, mivel még mindig a 16. századi Dalmatin-féle nyelvhez állt közel, noha annyi idő alatt már jelentős változások következtek be a szlovén nyelvben. Vitatták nyelvérzékét és azt, hogy túl sok idegen (elsősorban német) jövevényszót használ. Az első részét az Ószövetségnek még kiadta 1796-ban, de a további kiadások már nélküle jelentek meg és a későbbi utánnyomásokban lecserélték a germanizmusait szláv kifejezésekkel.
Végső soron Japelj munkája is nagyban hozzájárult a szlovén irodalom és nyelv további bővüléséhez, ill. kiteljesedéséhez. További művei között van egy prédikáció gyűjtemény, illetve számos szépirodalmi mű. Egyik költeményét I. Ferenc császárnak írta. Versei közül kevés maradt az utókorra. Megpróbált egy nyelvtant is összeállítani, de halála ebben megakadályozta.

## Művei
- Ta velki catekismu (Eme nagy katekizmus), 1779
- Zerkovne pesmi (Egyházi énekek), 1784
- Svetu pismu noviga testamenta (Az Újszövetségi Szentírás), 1784–1786
- Sbrane molitve s pesmarico (Válogatott imák és énekeskönyv), 1786
- Lysti ino evangelia na vse nedele inu prasnike zhes lejtu (Apostoli levelek és evangéliumok minden vasárnapra és ünnepnapra egész éven át), 1787
- Pridige sa vse nedele skusi lejtu (Prédikációk minden vasárnapra egész éven át), 1794
- Svetu pismu stariga testamenta (Az Ószövetségi Szentírás, csak a második kötet), 1796